# Burg Bilstein (Bas-Rhin)

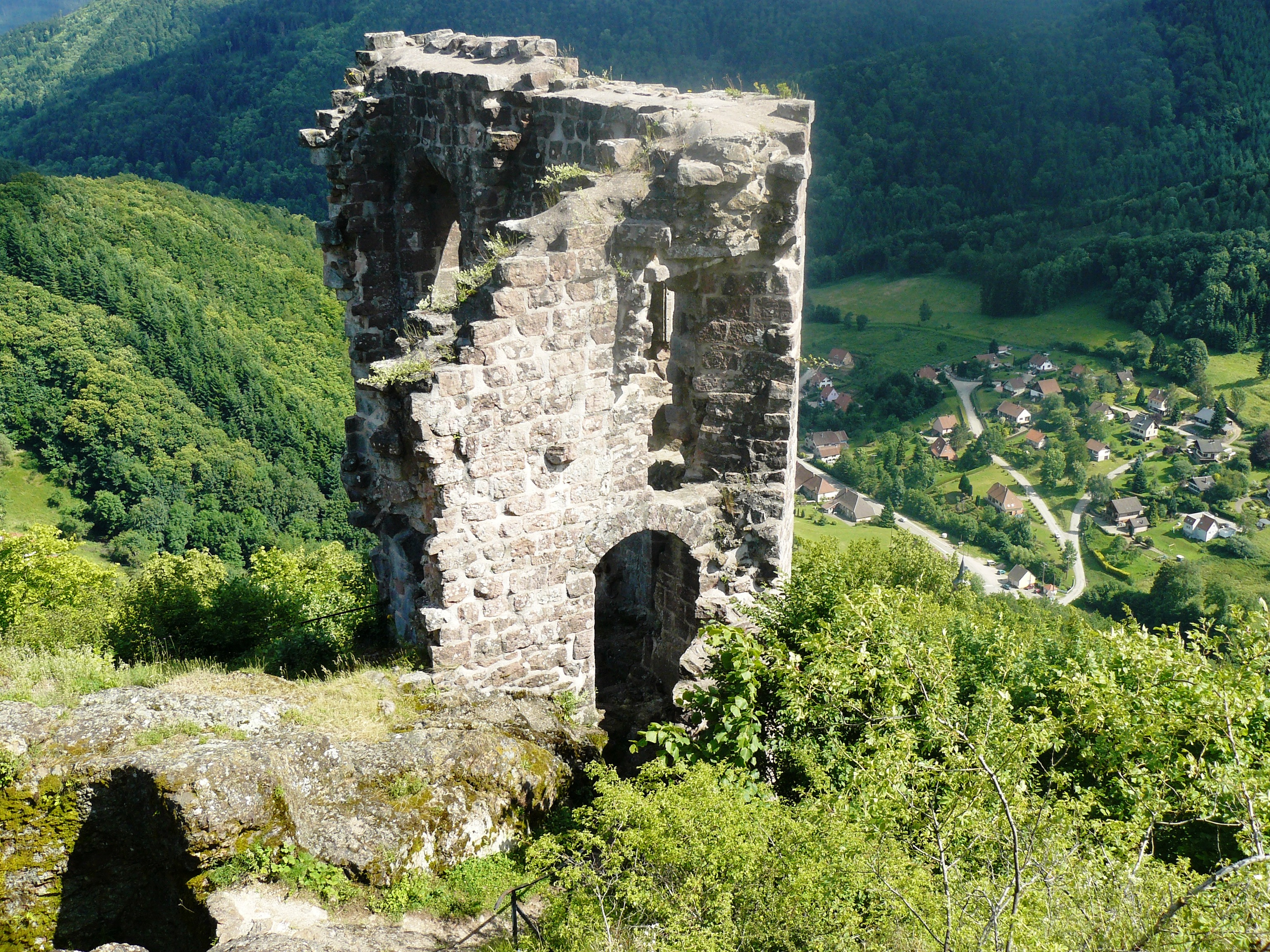
Burg Bilstein, Nordwestansicht der Wohnbauruine

Die Burg Bilstein (französisch Château de Bilstein) ist die bei Urbeis im Unterelsass gelegene Ruine einer Höhenburg. Um sie von der nahe gelegenen gleichnamigen Burg Bilstein bei Riquewihr (Bilstein alsacien) zu unterscheiden, wird die Wachtfeste auch Bilstein lorrain genannt, weil sie einen wichtigen Gebirgspass nach Lothringen beherrschte und zeitweise wohl auch in lothringischem Besitz war.
Vermutlich im späten 12. Jahrhundert gegründet, wurde die Anlage im 13. Jahrhundert um einen Wohnbau erweitert. Zu jener Zeit gehörte sie dem Haus Habsburg, das die Burg als Lehen vergab. 1314 erwarb sie der Straßburger Bischof, der sie ebenfalls verlehnte. Nach einer Belagerung im Jahr 1477 löste die Familie von Oberkirch die bisherigen Lehnsnehmer ab, allerdings wurde Bilstein schon 1543 als verlassen erwähnt. 1886 kam die derweil zu einer Ruine gewordene Anlage in den Besitz der Elsass-Lothringischen Landesverwaltung. Heute ist der französische Staat – gemeinsam mit dem Office national des forêts (ONF) – Eigentümer.
Die Burg steht seit dem 6. Dezember 1898 unter Denkmalschutz und ist nunmehr ein Monument historique.

## Geschichte
Eine erste Erwähnung fand die Burg Bilstein 1256 mit der Nennung eines Ritters von Bilstein, der auch 1273 noch einmal urkundlich genannt wurde. Zwar existiert eine auf das Jahr 1095 datierte Urkunde, in welcher der Bann von „Bilesteen“ erwähnt wird, aber dieses Dokument ist eine Fälschung aus der Zeit zwischen 1205 und 1232. Bisher ist nicht geklärt, ob Bilstein eine eigene Herrschaft war, oder ob es zur Herrschaft Ortenberg gehörte. Ebenso ist unklar, ob der als Ritter von Bilstein Betitelte der Burgbesitzer war oder nur ein eingesetzter Burgvogt. Im Jahr 1262 war wahrscheinlich Rudolf von Habsburg Eigentümer der Anlage. Spätesten 1293 war sie dann verbürgtes Eigentum der Habsburger. In jenem Jahr gab König Adolf von Nassau die Burg an Albrecht von Hohenberg, einen Vertreter des Hauses Habsburg, zurück, nachdem er sie zuvor hatte konfiszieren lassen.
Für 1303 ist mit Johann von Amoltern ein Burgmann Bilsteins belegt. Nach seinem Tod kommt das Burglehn 1310 an Heinrich Waffler von Eckerich und 1329 an dessen Schwiegersohn Werner von Hattstatt. Das „Bilsteiner Niederhaus“ („nider huse ze Bilstein“) blieb bis zum Aussterben der Familie 1585 in deren Besitz. Schon am Ende des Jahres 1314 hatte Albrecht von Habsburg die Anlage für 3000 Silbermark an den Straßburger Bischof Johann I. verkauft. Er und seine Nachfolger versetzten und verlehnten die Anlage während des 14. und 15. Jahrhunderts mehrfach. Gleichzeitig scheinen auch die Herzöge von Lothringen ein Anteil an der Burg besessen zu haben, denn 1422 gab Karl II. von Lothringen die Baillage der Vogesen – und damit wohl auch Bilstein – seiner Tochter Katharina als Mitgift in ihre Ehe mit dem späteren Markgrafen Jakob I. von Baden. Karl I., der Sohn des Paars, belehnte 1459 die Marx von Eckweckersheim mit der Burg. Als Hans Marx von Eckweckersheim auf der Burg saß, wurde sie 1477 von Straßburger Truppen belagert, denn der Burgherr hatte in der Schlacht bei Nancy Engelbert II. von Nassau gefangen genommen und ihn auf die Burg Bilstein gebracht, weil er mit niemandem das geforderte hohe Lösegeld für den Grafen von Nassau teilen wollte. Da Straßburg aber einen Teil der zu erwartenden Summe für sich beanspruchte, bezogen seine Soldaten vor Bilstein Stellung. Nach einwöchigem Beschuss mit Artillerie kapitulierte die Burgbesatzung, und ab 1478 war die Familie von Oberkirch Lehnsnehmer des sogenannten „Ritterhauses“. Sie lösten damit die Herren von Rathsamhausen zum Stein ab, die seit 1463 als Lehnsnehmer für diesen Teil der Burg Bilstein überliefert sind. Sie hatten während der Belagerung einen Teil der Burg abgebrochen, um sich besser verteidigen zu können. Gleichzeitig mit den von Oberkirch wurde die Familie de Montjoie mit dem „Niederhaus“ belehnt.

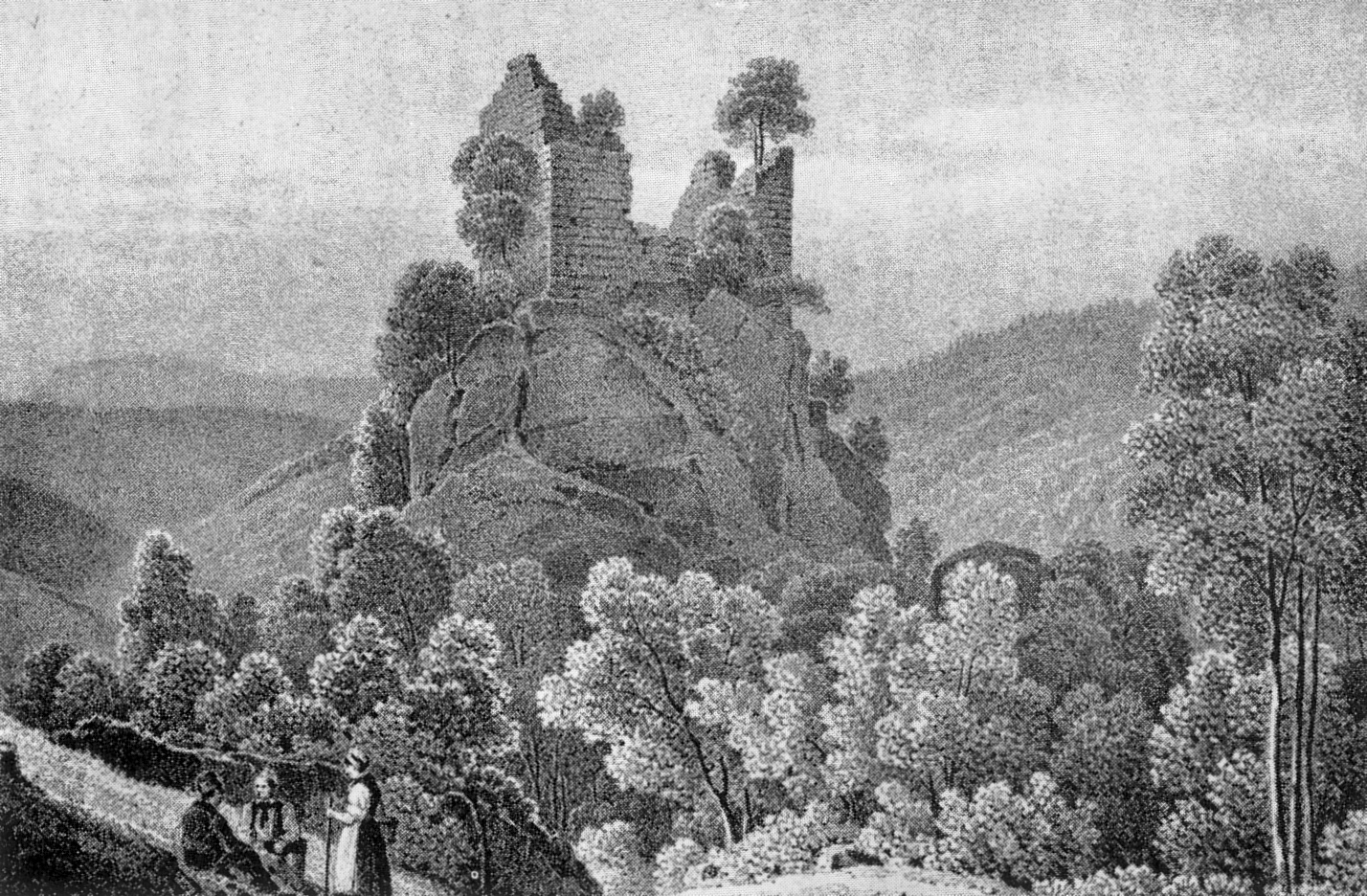
Burg Bilstein auf einer Lithografie von Jacques Rothmüller, 1863

Für das Jahr 1479 ist überliefert, dass die Burg noch bewohnt war, aber schon 1543 wurde sie als verlassen erwähnt. Nach Ende des Dreißigjährigen Krieges gelangte die Anlage – wie das gesamte Weilertal (französisch Val de Villé) – an die Familie de Choiseul-Meuse. 1789 wurde die Burg geschleift und diente anschließend als Steinbruch. Ihre Steine wurde unter anderem zum Bau der Kirche in Urbeis verwendet. Die Choiseul-Meuse verkauften die Ruine 1815 an einen Privatmann. 1885 war ein gewisser Humbert Eigentümer, von dem sie 1886 die Landesverwaltung erwarb.
Mitte der 1960er Jahre fanden Ausgrabungen der Opération Taupe auf dem Burgareal statt, bei der eine zuvor unbekannte Filterzisterne entdeckt wurde. Im Winter 1995 erfolgte eine bauliche Sicherung der Ruine.

## Beschreibung

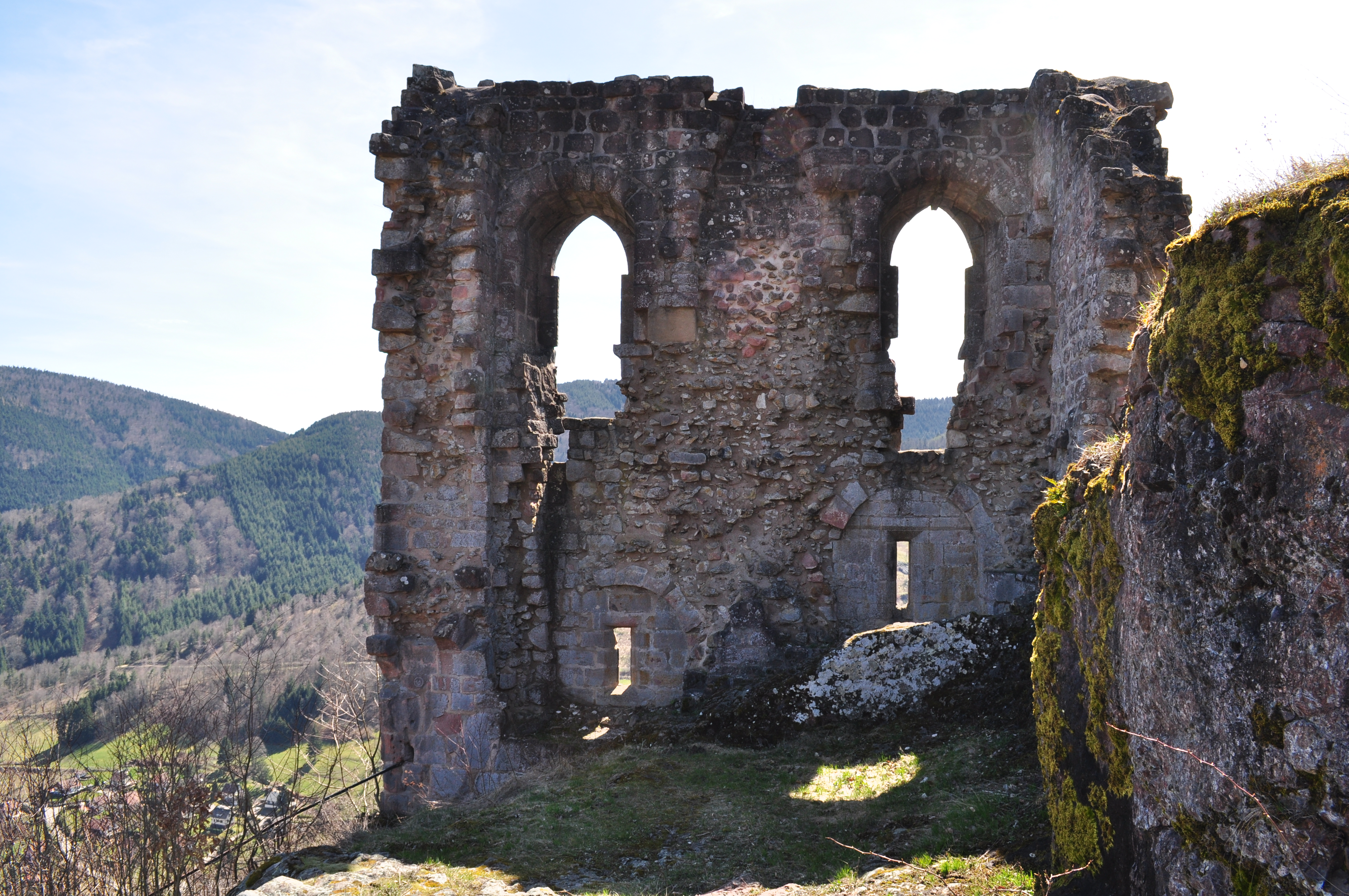
Die Giebelwand des Wohnbaus

Die Burgruine steht nördlich von Urbeis in den Vogesen auf einem rund 580 Meter hohen und etwa 20 × 60 Meter messenden Sporn eines Granitfelsens und gehört damit zum Typ der Spornburg. Da ein Teil der Anlage direkt aus dem Granitfelsen gehauen wurde, handelt es sich bei ihr zudem um eine Felsenburg. Sie wurde in der Vergangenheit auch Bildstein, Beilstein, Belchstein und Belchenstein genannt.
Die Kernburg von Bilstein bestand früher aus einem 8,4 × 9 Metern messenden Vierecksturm und einem gotischen Wohnbau, die gemeinsam mit einer Ringmauer einen Burghof umgaben. In dessen Mitte befand sich eine Zisterne. Von dem aus rötlichen Sandstein errichteten Turm sind noch Partien der West- und der Nordwand erhalten. Die früher einmal 2,4 Meter dicke Westwand ist noch bis zu fünf Meter hoch und besitzt eine Außenverkleidung aus Buckelquadern. Bisher ist nicht geklärt, ob es sich bei diesem Turm um einen Bergfried oder einen Wohnturm mit hölzernem Aufbau gehandelt hat. Die Buckelquader finden sich auch an der Außenseite eines kurzen, zwei Meter dicken Ringmauerrests an der Südseite der Anlage. Die Steinform deutet darauf hin, dass Mauer und Turm wohl aus dem späten 12. Jahrhundert stammen.
Der Wohnbau ist hingegen jünger und kann aufgrund seiner Fensterformen in das dritte Viertel des 13. Jahrhunderts datiert werden. Vermutlich ist er mit dem 1463 erwähnten „Ritterhaus“ identisch. Von seiner Ost- und Westwand sind nur noch geringe Reste vorhanden. Die südliche Giebelwand aus glatten Granitquadern ist hingegen besser erhalten. Im Erdgeschoss besitzt sie zwei schmale Fenster, die Lichtschlitzen ähneln. Im Obergeschoss weist der Mauerrest zwei große Spitzbogenfenster auf, dazwischen sind an der Innenseite Spuren eines Kamins zu sehen. Der Eingang zu Burg befand sich an der Südostecke des Wohnbaus, von ihm ist aber nur noch ein Teil des Gewändes übrig. Durch das dahinter liegende Erdgeschoss gelangte der Besucher in den gepflasterten Burghof. Dort wurde 1964 bei Ausgrabungen eine kreisrunde in den Felsen gehauene Filterzisterne gefunden.
Östlich unterhalb der Kernburg befinden sich Mauerreste aus Bruchstein, die vermutlich zu dem 1310 erstmals erwähnten „Niederhaus“ gehören. Es stand nahe dem unteren Burgtor. Hinter diesem führte eine Felsentreppe hinauf zum Burgeingang im Wohnbau. Auf halber Strecke der Treppe findet sich eine halbrunde Felsennische, die von Charles-Laurent Salch als Rest eines runden Treppenturms gedeutet wird.